# 麦穗茅根
麦穗茅根（学名：Perotis hordeiformis）为禾本科茅根属下的一个种。

## 扩展阅读
- 維基物種上的相關：麦穗茅根